# Париж (цикл стихотворений)
«Париж» — цикл стихотворений Владимира Владимировича Маяковского, созданных им с 1924 по 1925 год, во время его пребывания в Париже. В столице Франции поэт находился с первых чисел ноября по 20 декабря 1924 года. Работа над циклом продолжалась до весны 1925 года.
Ниже приведён список стихотворений, вошедших в цикл. Источником к созданию списка послужило третье издание полного собрания сочинений в тринадцати томах, в основу которого, в свою очередь, было положено десятитомное прижизненное собрание, восемь томов которого были подготовлены к печати самим поэтом. В отношении остальных произведений за основу принималась последняя прижизненная публикация.
В список входит 8 стихотворений.

## История создания и первые издания
Впервые стихотворение из этого цикла («Версаль») было опубликовано в мае 1925 года в журнале «Красная новь». До 25 мая того же года, незадолго до выезда Владимира Маяковского из Москвы в США, поэт сдал в издательство «Московский рабочий» рукопись всего цикла «Париж». Отдельные стихотворения были переданы им в журналы «Прожектор» («Еду», «Город» — опубликованы под общим заголовком «Париж», «Верлен и Сезан») и «Огонёк» («Прощание» («Кафе») — опубликовано под названием «Кафе» («Прощание») с подзаголовком «Из поэмы В. Маяковского»), которые были опубликованы в июне—июле 1925 года, а также в альманах «Красная новь» («Notre-Dame», «Версаль», «Жорес»). Отдельной книгой цикл «Париж» был издан во второй половине 1925 года (стихотворение «Кафе» («Прощание») издано под заголовком «Кафе»).
В автобиографии «Я сам» под главой «25-й год» Владимир Маяковский написал: «Еду вокруг земли. Начало этой поездки — последняя поэма (из отдельных стихов) на тему „Париж“».
С 28 мая по 20 июня 1925 года, на пути в США, поэт снова посетил Париж и передал пять стихотворений цикла газете «Парижский вестник» («Еду», «Город», «Прощание» («Кафе»), «Прощание» — опубликованы под общим названием «Из поэмы „Париж“», «Верлен и Сезан»).
Цикл «Париж» был включен Владимиром Маяковским во второй том первого издания собрания его сочинений (1927—1933); этот том был издан при жизни поэта.

## Париж (1924—1925)
1. Еду
2. Город
3. Верлен и Сезан
4. Notre-Dame
5. Версаль
6. Жорес
7. Прощание (Кафе)
8. Прощанье